# Callosciurus caniceps
Espèce
Statut de conservation UICN

 LC  : Préoccupation mineure
Callosciurus caniceps est une espèce de rongeurs. C'est un écureuil de la famille des sciuridés.

## Répartition
Callosciurus caniceps est présent en Birmanie, en Thaïlande, au Laos et en Malaisie ainsi que dans le sud de la Chine.
Il a été introduit sur l'île d'Amami O-shima au Japon.

## Habitat
Callosciurus caniceps se rencontre dans un large spectre de types forestiers incluant les forêts primaires et secondaires, les zones cultivées comme les plantations 
(caoutchoutiers, palmiers à huile, cocotiers) et les jardins. Il peut être observé jusqu'à 1 500 m d'altitude dans les collines.

## Description

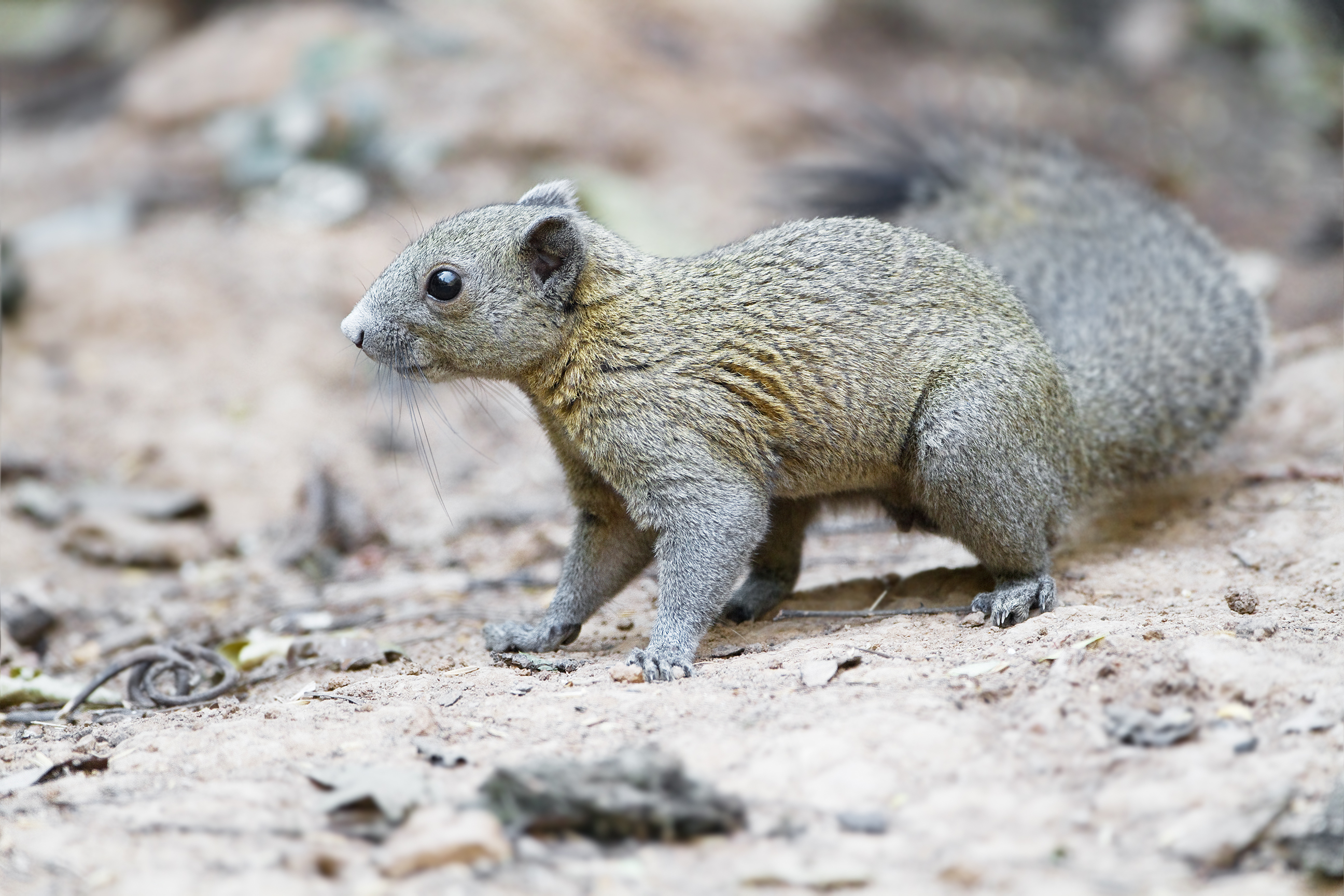
Callosciurus caniceps (Parc national de Kaeng Krachan, Thaïlande)

Callosciurus caniceps mesure de 21 à 24 cm pour le corps avec une queue de 18.5 à 24,5 cm. Il pèse de 160 à 300 g.
La couleur des parties supérieures varie d'agouti gris à doré. Les parties inférieures sont généralement gris argenté, mais peuvent présenter sur une partie un lavis rougeâtre. La pointe de la queue est noire dans la plupart des régions de Thaïlande, mais grise en Malaisie insulaire. En Malaisie péninsulaire, le dos est marbré d'orange brun toute l'année. Certaines populations ont des taches de roux sur leurs parties inférieures. Dans les parties septentrionales de l'aire de répartition, le dos est d'un orange très vif pendant la saison sèche, mais gris agouti pendant la saison des pluies. Ce changement de coloration se fait par mue.

## Écologie

### Comportement

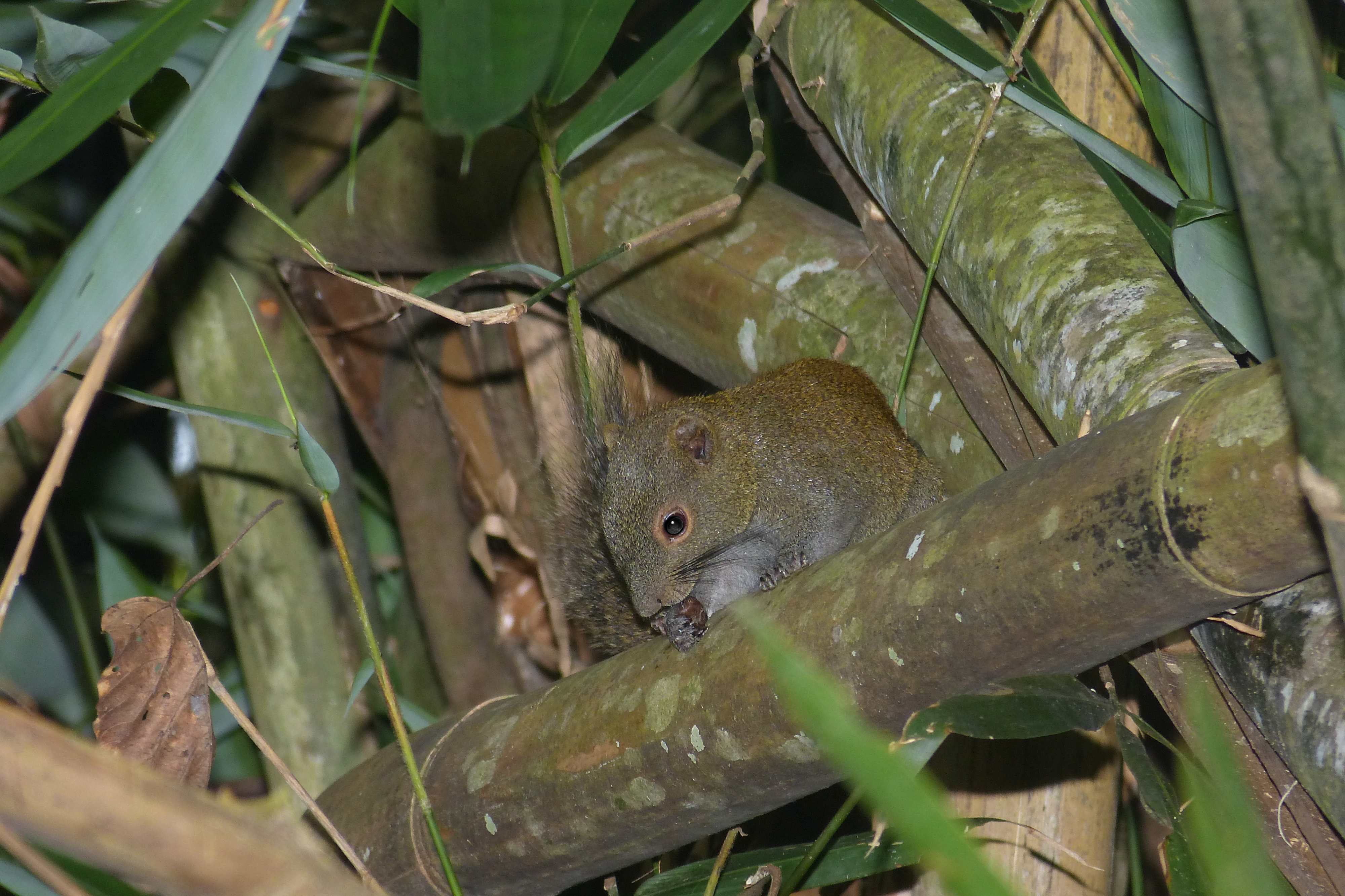
Callosciurus caniceps (Parc national de Taman Negara, Pahang, Malaisie)

Callosciurus caniceps est un écureuil diurne et prinicipalement arboricole.
Le cri de Callosciurus caniceps est un fort gloussement qui ressemble à un piaillement d'oiseau répété pendant de longues périodes.
Il est composé d'une succession espacée de "tak" "tak", rapide au début puis plus lente avec une augmentation des pauses entre chaque "tak". 
Cette espèce produit différents cris d'alarme spécifiques pour différents types de prédateurs comme les carnivores terrestres, les rapaces et les serpents. Chaque signal conduit les individus conspécifiques à adopter une stratégie d'évasion différente et adaptée à chaque type de prédateur.

### Cycle de vie
Callosciurus caniceps construit un grand nid de forme ovale à la fourche des branches de grands arbres dans leur partie supérieure.
La femelle, qui présente six mamelles, donne naissance à une portée de 1 à 5 petits (en moyenne 2,4). Les jeunes naissent glabres et
aveugles.
Il peut vivre jusqu'à quatre ans et demi en captivité.

### Parasites et maladies
Callosciurus caniceps peut être atteint de leptospirose. 
Il est parasité par le nématode Globocephalus callosciuri.

## Publication originale
- Gray, J. E. 1842. Descriptions of some new genera and fifty unrecorded species of Mammalia. Annals and Magazine of Natural History, 10(65): 253-267. (Sciurus caniceps p. 263)

## Liste des sous-espèces
Selon MSW:
- Callosciurus caniceps caniceps (Gray, 1842)
- Callosciurus caniceps adangensis Miller, 1903
- Callosciurus caniceps bimaculatus Temminck, 1853
- Callosciurus caniceps casensis Miller, 1903
- Callosciurus caniceps concolor Blyth, 1856
- Callosciurus caniceps domelicus Miller, 1903

## Espèces similaires
Callosciurus caniceps est assez similaire à Callosciurus nigrovittatus qui présente des bandes latérales noires et chamois sans coloration orange sur la partie supérieure, à Callosciurus erythraeus qui présente des parties inférieures totalement rougeâtres sans partie orangée sur le dos et avec une extrémité de la queue très pâle, et à Callosciurus inornatus qui ne s'en distingue que par l’absence de marque foncée au bout de la queue et par une répartition bien distincte.